# Gilbertolus atratoensis
Gilbertolus atratoensis és una espècie de peix de la família dels cinodòntids i de l'ordre dels caraciformes.

## Morfologia
- Els mascles poden assolir 11,9 cm de longitud total.
- Nombre de vèrtebres: 38.[1][2]

## Hàbitat
És un peix d'aigua dolça i de clima tropical.

## Distribució geogràfica
Es troba a Sud-amèrica: conca del riu Atrato a Colòmbia.